# Zungoli
Zungoli là một đô thị (comune) thuộc tỉnh Avellino trong vùng Campania của Ý. Zungoli có diện tích 19 km2, dân số là 1432 người (thời điểm ngày 1/5/2009).